# HC Pustertal–Val Pusteria
HC Pustertal–Val Pusteria – włoski klub hokeja na lodzie z siedzibą w Bruneck.

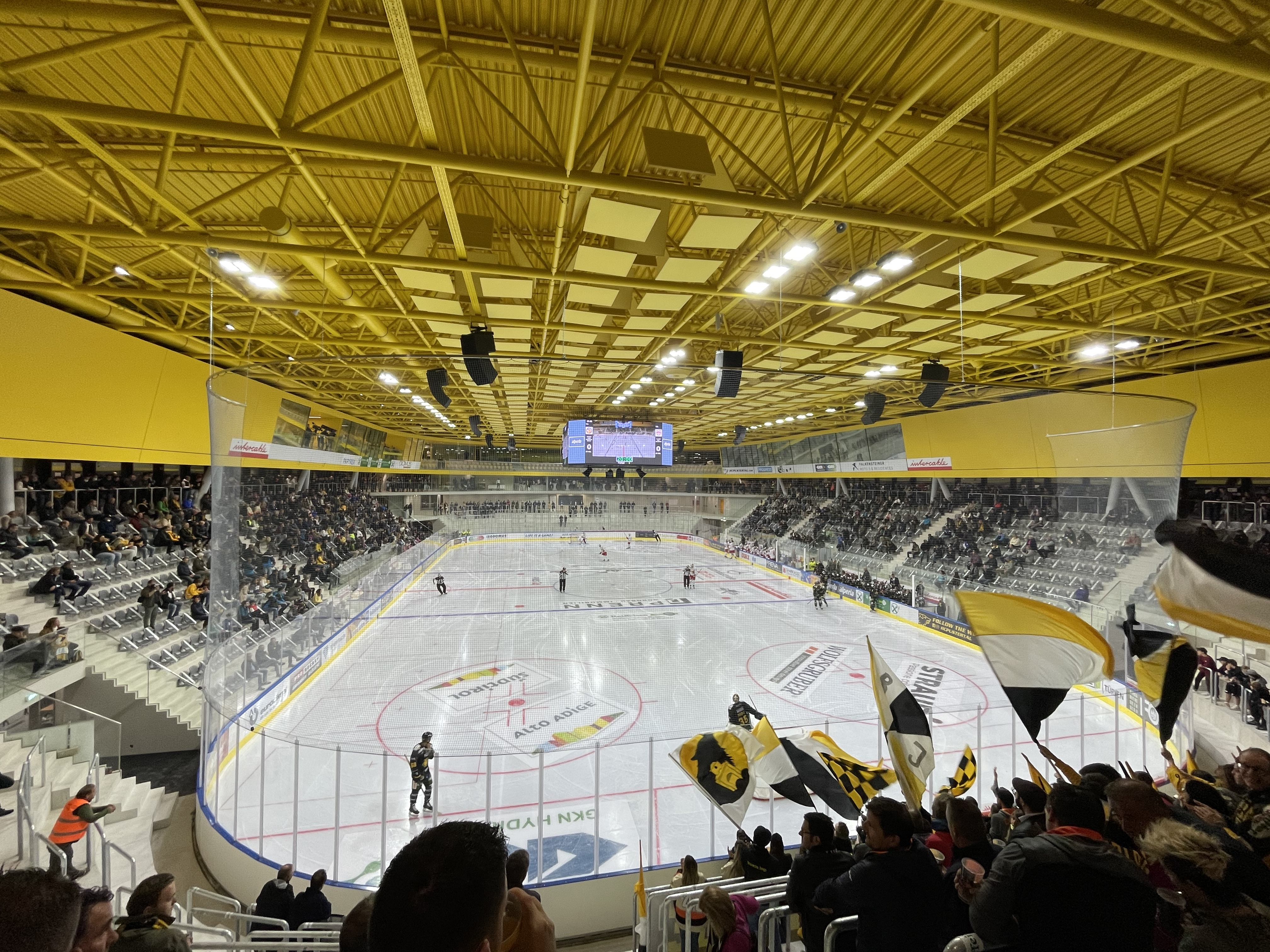
Lodowisko klubu

## Historia
Kolejne nazwy klubu: EV MAK Bruneck (1954–2001), HC Pustertal (2001–2008), HC Red Orange Pustertal (2008–2009), Fiat Professional Wölfe (2009–2014), HC Pustertal Wölfe (2014-).
Zarówno zawodnikiem, jak i trenerem w klubie był Czech Miroslav Fryčer. W połowie listopada 2021 nowym szkoleniowcem został ogłoszony Fin Raimo Helminen.
Poza udziałem w krajowych mistrzostwach Włoch klub w 2016 przystąpił do międzynarodowych rozgrywek Alps Hockey League, a w 2021 został przyjęty do austriackich rozgrywek ICE Hockey League (2021/2022).

## Sukcesy
- Puchar Włoch: 2011
- Superpuchar Włoch: 2011, 2014, 2016
- Srebrny medal mistrzostw Włoch (Serie A): 1982, 2011, 2012, 2014, 2016, 2018
- Złoty medal Serie B: 1972, 1969, 1968
- Srebrny medal Alps Hockey League: 2019
- Puchar Tatrzański: 2021